# 檜原村

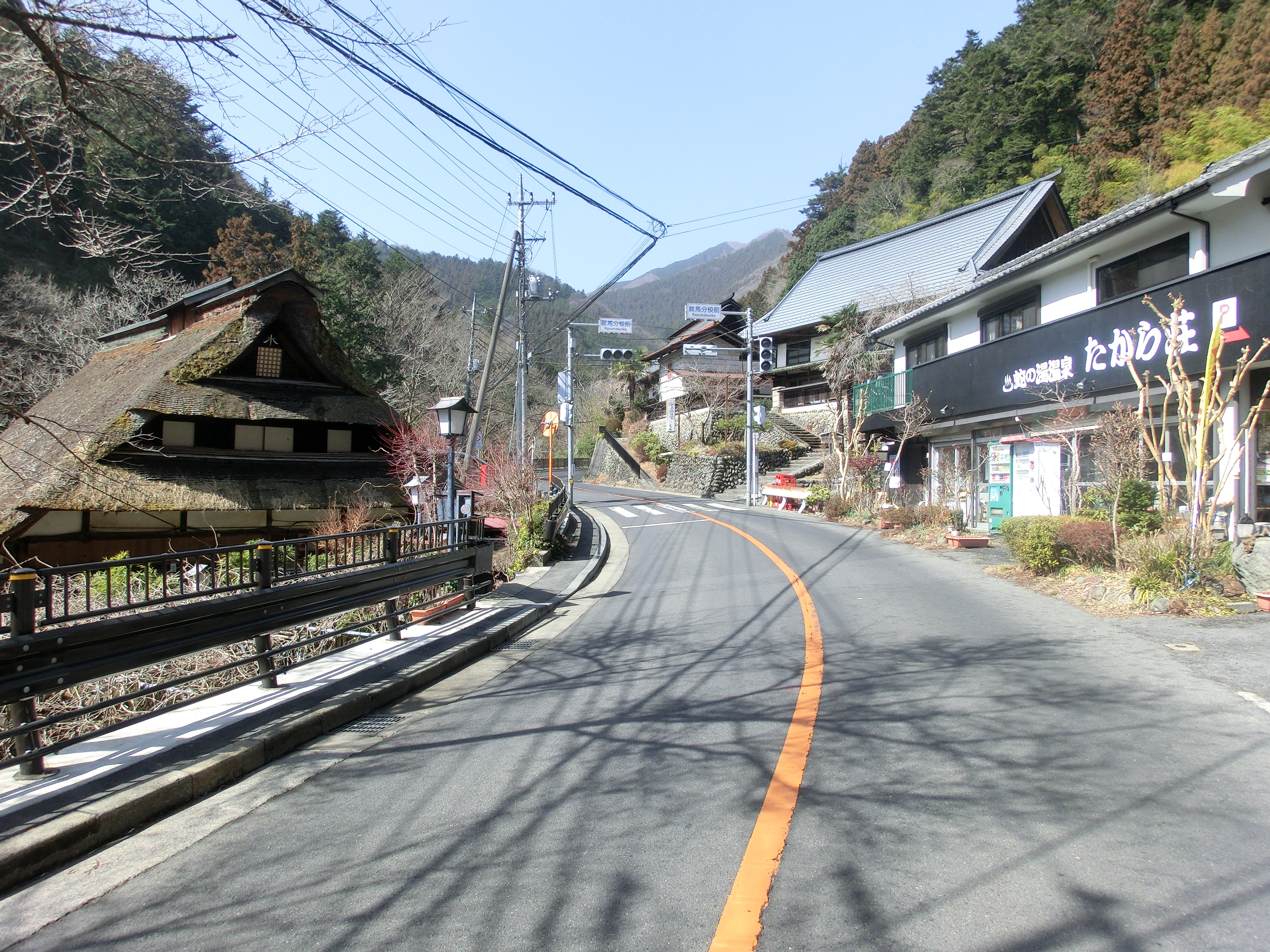
檜原街道と兜造りの古民家

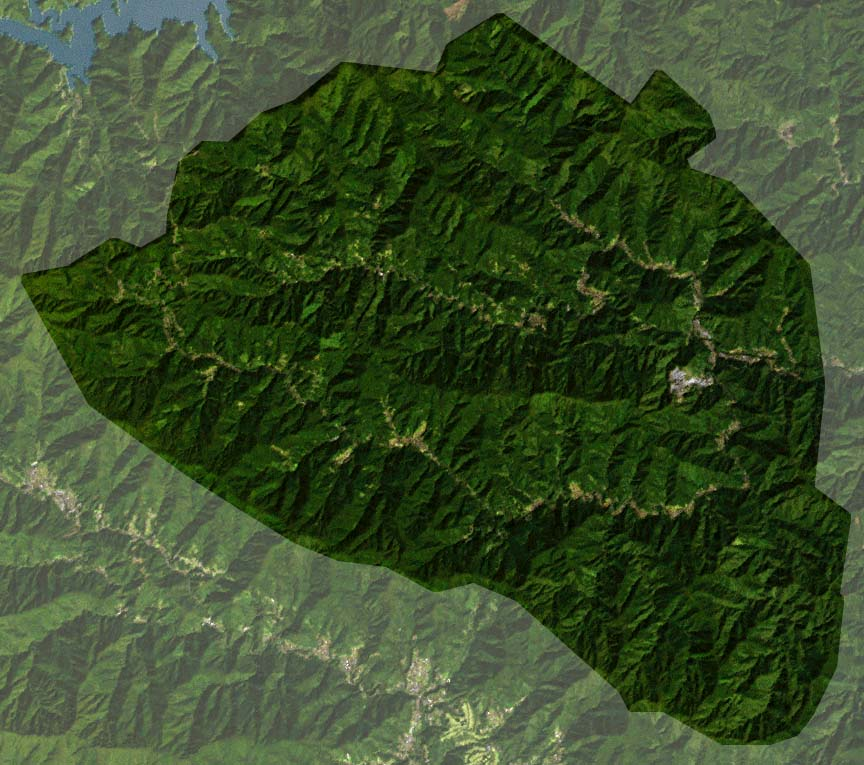
村域（ランドサット衛星写真）

檜原村（ひのはらむら）は、東京都の多摩地域西部に位置し、西多摩郡に属する村。
島嶼部（とうしょぶ）を除いた本州内の東京都における唯一の村。面積は奥多摩町、八王子市に次いで、東京都の市区町村で3番目に広い。あきる野市への通勤率は15.5%（平成22年国勢調査）。「桧原村」と書くこともある。

## 地理
村域のほとんどが関東山地の中にあり、多摩川の支流である秋川上流の周辺に集落がある。標高が最も低い地点は、あきる野市との境界線になっている下元郷（しももとごう）の中山沢が秋川へ流入する地点で、海抜224.5m。標高が最も高い地点は、三頭山頂の1531m。村の総面積の93%以上が林野で、村域の大半が秩父多摩甲斐国立公園に指定されている。中央高地式気候に属し、冬の寒さは都心と比べて厳しく、払沢（ほっさわ）の滝が凍結するほどである。降雪量も東京都心と比べて多くなるため、路面凍結や集落の孤立などの雪害が発生しやすい。
北秋川と南秋川が合流して秋川となる付近を本宿（もとしゅく）と言い、ここが村役場がある中心部である。ここから下流に向けて上元郷、下元郷の地域がある。都道33号檜原街道がこれに沿う。
北秋川に沿って都道205号が通っており、少し遡った所で払沢（ほっさわ）の滝への歩道が分かれる。以後、千足、三都郷（みつごう）、神戸（かのと）、小沢、樋里（ひざと）、笹久保、藤原、中組、倉掛（くらかけ）の地域がある。
南秋川に沿っては都道33号が沿う。笹平、南郷と遡り、上川乗で都道33号が南秋川から離れて甲武トンネルを経て上野原市（旧上野原町）に向かう。以後川に沿う道は都道206号となり（通称は依然檜原街道）、和田、人里（へんぼり）、笛吹（うずしき）、数馬（かずま）の地域がある。数馬から奥の道路は奥多摩周遊道路となり、奥多摩町の奥多摩湖へ通ずる。
- 山: 三頭山、御前山、大岳山、浅間嶺、松生山、三国山、生藤山、市道山、臼杵山
- 河川: 北秋川、南秋川（秋川）

### 隣接している自治体・行政区
- 東 - 八王子市、あきる野市
- 北 - 西多摩郡奥多摩町
- 西 - 山梨県北都留郡小菅村
- 南 - 神奈川県相模原市（緑区）、山梨県上野原市
  - 小菅村とは三頭山付近で隣接するのみである。
  - なお、青梅市とは御岳山付近で近い距離にあり、あきる野市域もしくは奥多摩町域を挟んで約300mしか離れていない。

## 歴史

### 立村前

#### 縄文時代
現在、檜原村村域となっている地域には縄文早期以降、人が住んだ跡が幾つも発見されている。縄文中期になると、現在の檜原村の各集落がある地域にはそれぞれ1家族から3家族程度の規模で人が定住していたと考えられている。縄文期の村域の人口は20人から40人程度であったと推測されている。

#### 古墳時代
古墳時代になると、大陸からの渡来人系の集団が近畿地方から移住したと考えられている。人里（へんぼり）集落の名前の由来は、「フン」「ボル」（モンゴル語で人間を意味する「フン」と、新羅語で集落を意味する「ボル」）が訛ったものではないかとの説もある。

#### 橘高安
8世紀頃、河内にいた高麗系の渡来人集団である高安氏と橘戸氏は人里集落の渡来人系集団を頼って来住し、南秋川沿いにある人里から浅間尾根を越えた北秋川沿いに定住した（現在の小岩）。この集団の長は代々「宿辺少将橘高安（やどりべのしょうしょうたちばなたかやす）」を名乗った。

#### 安和の変
北秋川と南秋川を隔てる浅間尾根には、とある高貴な人物の墓所があると小岩集落で口伝されてきた。これについて平安時代の安和の変との関係を指摘する意見もある。それによると、安和の変の際に追っ手がかかった源連（みなもとのつらぬ）は東国に逃亡して橘高安にかくまわれ、後に為平親王の第4子為定親王（源為定）を呼び寄せたとされる。小岩集落にある「王子が城」「タメサダヤカタ」の古地名がその理由として挙げられている。

#### 平山氏による支配と落人伝説
あきる野市の大悲願寺の過去帳および小岩の宝蔵寺の縁起（勝軍地蔵縁起）によると、宝蔵寺の創建は12世紀から13世紀にかけて活躍した平山氏（日奉氏）の武将、平山季重とされている。このことから、12世紀頃には武蔵七党の日奉氏（西党）の勢力が村域に及んでいたと推測されている。平山氏はその後、1546年の河越城の戦いを経て後北条氏に仕えた。
また鎌倉時代には和田義盛や吉野重季の一族が落ち延びてきて村域に住んだとの伝説が残されており、和田集落は和田一族が住んだ場所であると考えられている。また数馬集落は南北朝時代に南朝側で戦った小野氏経が移り住んだ集落である。その他にも、甲州征伐での武田氏滅亡の際に逃げてきた人々が神戸集落に定住したなど、各集落には様々な時代に村域に逃げてきた落人が家の先祖であるとの口伝が数多く伝わっている。
太神楽や式三番が始まったのもこの時期で、前者は1545年、後者は1561年に創始されている。
1590年の豊臣秀吉の関東侵攻の際、後北条氏に仕えていた平山氏重は檜原城を守り、八王子城の落城と同じ日に檜原城も落城して氏重は敗死している（これにより平山氏本家は滅亡）。檜原城の落城の経緯には諸説あり、氏重と八王子城代家老の横地堅物は一戦して敗北したという説と、氏重らは戦わずに城を捨てて自刃したという説がある。また氏重の息子の氏久は宗白と改名して、檜原城落城後も引き続き檜原に居住したとされる。

#### 江戸時代の檜原
江戸時代の檜原は天領となり、代官が置かれた。五日市から浅間尾根を通って甲斐国に抜ける道は甲州中道と呼ばれ、甲州道中の裏街道として盛んに利用された。本宿の橘橋には番所が置かれ、甲州中道を通る者を監視した。この番所は「口留の番所」と称した。
檜原は代官の下で23の組に分けられていた。村民の代表者として世襲制の名主がおり、また各組にはそれぞれ年寄と百姓代が置かれていて(合計で46人)、住民による自治が行われていた。主な産業は炭焼きや林業であった。檜原で焼かれた木炭は五日市に運ばれて売却された。1789年に檜原からこの販路で出荷された木炭は13万5163俵であった。江戸の街作りや火事によって檜原の木材需要は増え、林業も盛んになった。当初、檜原には木挽き師や杣師がいなかったので、青梅から技術が導入された。この頃の檜原の山林はモミ、クリ、ケヤキ、ツガなどの原生林であった。切り出された木材は筏師によって秋川、多摩川を流され、江戸市中へと出荷された。
新編武蔵風土記稿によれば、23組は以下の通り。
- 本村上組、本村下組、泉澤組
- (南谷十組) 柏木野組、出野組、下川乗組、上川乗組、和田組、事貫組、上平組、笛吹組、猿屋敷組、数馬組
- (北谷十組) 中里組、白倉組、大澤組、神戸組、小澤宮ヶ谷戸組、小澤夏地組、小岩組、笹久保組、澤叉組、倉掛組

#### 明治維新
明治維新後、村は最初韮山県に属し、1871年には神奈川県となった。この年には戸長が置かれ、その時点で名主であった吉野郡次が戸長となった。村域は江戸時代以前と変わらないものの、地租改正に伴い1876年に村内に13の字（中字的なもの）が設置された。また地番として、1番地〜5209番地までの宅地番（畑番）と、5210番地〜9492番地までの山地番（山番）が二巡制で採番され、現在もそのまま利用される。
- 東部：下元郷、上元郷、本宿（3組）
- 南部：南郷、人里、数馬（3組）
- 北部：三都郷、神戸、大岳、小沢、桧里、藤原、倉掛（7組）

### 立村後
1889年（明治22年）4月1日、 町村制施行により立村。
（立村当時は神奈川県西多摩郡檜原村）戸長役場が村役場となり、上元郷に置かれた。初代村長は選挙により吉野郡次が当選した。しかし1881年頃から村人の間で村政の主導権を巡って争いが続いていた。1893年（明治26年）4月1日 、西多摩郡が南多摩郡、北多摩郡と共に東京府へ編入された。これに伴い、檜原村も神奈川県から東京府の一村となった。だが前述の内紛のあおりを受けて、東京府編入の直前に助役、収入役、村長が辞任するという事態となった。さらに5月に新しく選出された村長が8月には辞任してしまい、村の自治は大混乱となった。
この村内の対立と混乱はなおも続き、1898年から3年間は村長そのものが不在となった。村長不在の事態は村外の人間の官選村長就任によって解消され、6代目から8代目までの3人が村外の官選村長となった。しかし村内の対立は解消されず、分村問題が浮上することになった。この時の分村問題は「南檜原区会」の設立という妥協案にて何とか収拾を見たものの、1913年には再び分村問題が再燃し、1915年には「南檜原区会」が分村を求めて国会や東京府、西多摩郡に請願書を提出した。この分村は東京府や西多摩郡の説得によって回避されたが、「南檜原区会」は1941年まで存続した。
1943年（昭和18年）7月1日、都制施行により、東京府、東京市が統合して東京都が新設され、檜原村も東京都となった。
1984年（昭和59年）3月31日、防災行政無線が開局する。

### 変遷表
| 檜原村村域の変遷表 | 檜原村村域の変遷表 | 檜原村村域の変遷表 | 檜原村村域の変遷表  | 檜原村村域の変遷表 | 檜原村村域の変遷表 |
| 1868年 以前        | 1868年 以前        | 明治22年 4月1日    | 明治22年 - 昭和64年 | 平成元年 - 現在    | 現在               |
| ------------------ | ------------------ | ------------------ | ------------------- | ------------------ | ------------------ |
|                    | 檜原本村           | 檜原村             | 檜原村              | 檜原村             | 檜原村             |

### 昭和・平成の大合併
昭和の大合併や、現在の市町村制度の基礎が成立した1889年、およびそれ以前から含めても400年以上に渡って一度も市町村合併を行わずに単独での自治体形成を保っている。これは島嶼部を除いた東京都の自治体では唯一である。また、その当時からずっと村制のままで単独存続しており、これは東京都はもちろん、首都圏の自治体の中でも非常に珍しいパターンである（同様の例としては隣接する山梨県小菅村がある）。

## 人口
推計人口は1,790人（2025年6月1日現在）で、島嶼部を除いた東京都の自治体の中で最も少ない。なお、島嶼部の村を含めた場合でも小笠原村、新島村、三宅村よりも少ない。世帯数は1,130世帯である（2022年9月1日現在）。65歳以上が人口比の50%以上を占める限界自治体の一つ。
面積に対して人口が少ない為に、人口密度は首都圏の自治体の中でも珍しく17人/km2と非常に少ない。
| |                                        |  |
| 檜原村と全国の年齢別人口分布（2005年） | 檜原村の年齢・男女別人口分布（2005年） |  |
| ■紫色 ― 檜原村 ■緑色 ― 日本全国 | ■青色 ― 男性 ■赤色 ― 女性              |  |
| 檜原村（に相当する地域）の人口の推移 \| 1970年（昭和45年） \| 5,036人 \| \| \| 1975年（昭和50年） \| 4,686人 \| \| \| 1980年（昭和55年） \| 4,230人 \| \| \| 1985年（昭和60年） \| 4,012人 \| \| \| 1990年（平成2年） \| 3,808人 \| \| \| 1995年（平成7年） \| 3,560人 \| \| \| 2000年（平成12年） \| 3,256人 \| \| \| 2005年（平成17年） \| 2,930人 \| \| \| 2010年（平成22年） \| 2,558人 \| \| \| 2015年（平成27年） \| 2,209人 \| \| \| 2020年（令和2年） \| 2,003人 \| \| |                                        |  |
| 総務省統計局 国勢調査より |                                        |  |
| 1970年（昭和45年） | 5,036人                                |  |
| 1975年（昭和50年） | 4,686人                                |  |
| 1980年（昭和55年） | 4,230人                                |  |
| 1985年（昭和60年） | 4,012人                                |  |
| 1990年（平成2年） | 3,808人                                |  |
| 1995年（平成7年） | 3,560人                                |  |
| 2000年（平成12年） | 3,256人                                |  |
| 2005年（平成17年） | 2,930人                                |  |
| 2010年（平成22年） | 2,558人                                |  |
| 2015年（平成27年） | 2,209人                                |  |
| 2020年（令和2年） | 2,003人                                |  |

## 行政
- 村職員数 : 59人（2021年4月1日現在）[21]

### 村長
- 吉本昂二（よしもと こうじ、2023年5月1日就任）

歴代村長
- 坂本義次（平成15年5月 - 令和5年4月）
- 鈴木陸実（平成3年4月 - 平成15年4月）
- 中村正巳（昭和58年4月 - 平成3年4月）
- 小泉康作（昭和42年5月 - 昭和58年4月）
- 清水保寿（昭和34年5月 - 昭和42年4月）
- 土屋敬一（昭和30年4月 - 昭和34年4月）
- 清水敬道（昭和22年4月 - 昭和30年4月）
- 野村治家（昭和19年1月 - 昭和21年11月）
- 高取六太郎（昭和14年8月 - 昭和18年8月）
- 鈴木浜吉（昭和10年8月 - 昭和14年8月）
- 高取六太郎（昭和2年6月 - 昭和10年6月）
- 野村治郎右衛門（大正12年6月 - 昭和2年6月）
- 山本安五郎（大正12年3月 - 大正12年5月）
- 宮田正行（大正8年3月 - 大正12年3月）
- 清水喜代蔵（大正7年12月 - 大正8年3月）
- 大谷賀一郎（大正3年3月 - 大正7年3月）
- 岡部彦左衛門（明治44年2月 - 大正3年2月）
- 小泉富蔵（明治41年11月 - 明治44年2月）
- 山上緑（明治41年7月 - 明治41年11月）
- 雨倉萬吉（明治37年2月 - 明治40年11月）
- 上村行業（明治34年7月 - 明治36年12月）
- 小泉佐吉（明治29年8月 - 明治31年3月）
- 岡部彦左衛門（明治28年4月 - 明治29年1月）
- 坂本蔵之助（明治27年7月 - 明治27年11月）
- 宮田靜應（明治26年5月 - 明治26年8月）
- 吉野郡次（明治22年5月 - 明治26年2月）

## 議会

### 檜原村議会
- 定数：8人
- 任期：2023年5月1日 - 2027年4月30日[22]
- 議長：峰岸 茂（2023年5月10日就任）[23]
- 副議長：野村雅巳（2023年5月10日就任）[23]

### 東京都議会
2021年東京都議会議員選挙
- 選挙区：西多摩選挙区（福生市、羽村市、あきる野市、瑞穂町、日の出町、檜原村、奥多摩町）
- 定数：2人
- 任期：2021年7月23日 - 2025年7月22日
- 投票日：2021年7月4日
- 当日有権者数：205,078人
- 投票率：35.79％

| 候補者名 | 当落 | 年齢 | 党派名             | 新旧別 | 得票数   |
| -------- | ---- | ---- | ------------------ | ------ | -------- |
| 清水康子 | 当   | 54   | 都民ファーストの会 | 現     | 27,748票 |
| 田村利光 | 当   | 50   | 自由民主党         | 現     | 26,507票 |
| 宮崎太朗 | 落   | 41   | 立憲民主党         | 新     | 15,077票 |
| 高沢一成 | 落   | 47   | 無所属             | 新     | 2,126票  |
| 角田統領 | 落   | 72   | 諸派               | 新     | 555票    |

### 衆議院
- 選挙区：東京25区 （青梅市、昭島市、福生市、あきる野市、羽村市、瑞穂町、日の出町、檜原村、奥多摩町）
- 任期：2021年10月31日 - 2025年10月30日
- 投票日：2021年10月31日
- 当日有権者数：413,266人
- 投票率：54.90％

| 当落 | 候補者名 | 年齢 | 所属党派   | 新旧別 | 得票数    | 重複 |
| ---- | -------- | ---- | ---------- | ------ | --------- | ---- |
| 当   | 井上信治 | 52   | 自由民主党 | 前     | 131,430票 | ○    |
|      | 島田幸成 | 53   | 立憲民主党 | 新     | 89,991票  | ○    |

## 広域連携・自治体交流
公立図書館の相互利用などで、西多摩地域広域行政圏の各自治体とのあいだで連携している。また、東京都利島村と友好村となっており、サマースクールやスキー教室で毎年交流を行っている。

## 警察・消防等
警察
警視庁五日市警察署の管轄区域である。村内に駐在所は、上元郷、南郷、小沢の3か所がある。
消防
多摩地域の多くの自治体と同様に東京消防庁へ業務を委託している。東京消防庁秋川消防署の管轄区域である。村内に檜原出張所がある。檜原村消防団には現在3分団あるが、近年は他の地域と同様に団員の減少が著しい。
その他
- 東京都西多摩建設事務所檜原工区（上元郷）

## 経済

### 産業
檜原村は山に囲まれているため、昔は林業や製材業が盛んであった。近年は昔ほど盛んではなくなったものの、林業請負ベンチャーが起業されるなど新しい動きもある。今は山の石を取る採石業が行われている他、公共事業などを受注する土木・建築等の建設業が多い。
山の斜面の日当たりの良いところでは、水はけの良い土地を利用して、ジャガイモやコンニャクイモなど、芋類の栽培が行われている。その他、山の涼しい気候を生かしたシクラメンなどの栽培や、山のきれいな水を利用したワサビ、また、きのこ栽培なども行われている。
食品加工としては、コンニャク、豆腐、おやき、漬物などの生産が行われている。その他、手工芸品の生産として、木工品、陶芸品、竹炭などの工芸品の製作、草木染め、刺し子などの手芸品の製作なども行われている。
また、豊富な自然を利用した観光・サービス業も多い。民宿、旅館、キャンプ場、釣り場、温泉、土産物店、飲食店などがある。
- 主な事業所（この他、福祉施設の項も参照）
  - 東京都森林組合檜原支所（林業）（本宿）
    - 檜原加工所（製材業）（本宿）

  - 第一石産運輸檜原工場（採石業）（本宿）
  - 数馬の湯（温泉）（数馬）
  - 蛇の湯温泉（温泉）（数馬）

### 買い物
村民の普段の買い物は、地元の雑貨店・酒店などの商店で済ますことが多い。また、日用品を車で売りに来る行商もいる。村内にコンビニエンスストアはない。スーパーマーケットもなかったが、村内の商店が減少していることから、2016年7月に第三セクター運営のミニスーパー「かあべえ屋」が開業した。
その他、自家用車またはバスなどで隣接するあきる野市などの多摩地域の商業施設に行く場合や、武蔵五日市駅前の駐車場に自家用車を駐車して、鉄道で新宿などの遠方へ買い物に出かける場合もある。

### 金融機関
JAあきがわ檜原支店（村指定金融機関）、檜原郵便局がある。銀行、信用金庫、信用組合はないため、隣接するあきる野市の金融機関を利用することが多い。

## 地域

### 福祉・医療・保健
村では福祉・医療・保健施設を集約した「やすらぎの里」を運営している。
- やすらぎの里（本宿）
  - ふれあい館（在宅介護支援センター・高齢者在宅サービスセンター・老人福祉センター）
  - けんこう館（診療所・保健センター）
  - ゆうあい館（福祉作業所）
  - じどう館（児童館）
- 檜原村やすらぎの里

また本村を含めた秋川流域の3市町村で、あきる野市で公立阿伎留医療センターを運営している。

#### 福祉および保健施設・団体
- 檜原村福祉センター[26]（集会施設）（上元郷）
- 社会福祉法人 檜原村社会福祉協議会[27]（檜原村やすらぎの里内）
- 社会福祉法人やまぶき会 ひのはら保育園[28]（上元郷）
- 社会福祉法人緑水会[29] 指定介護老人福祉施設 檜原苑（本宿）
  - 就労支援事業所 ひのきのその（下元郷）
- 社会福祉法人仁愛会[30]　特別養護老人ホーム 檜原サナホーム（小沢）

### 福祉モノレール
檜原村の福祉モノレールは、エンジン式のラックピニオン式モノレール（西日本で言う「みかん山モノレール」）であり、乗用車が入れない急傾斜の山間部、計5カ所、現在は4カ所に設置されている。2004年（平成16年）から順次、同村によって建設導入された。
- 猿江線（2,416 m、廃止）
- 中組線（345 m）
- 千足線（448 m）
- 日向平線（435 m）
- 臼久保線（885 m）

千足線は小林家住宅にも通じている。
乗車定員はいずれも3名で、後部に荷物用スペースがある。猿江線は住民退去に伴い設備が撤去された。
いずれの路線も手動でエンジンを始動して利用する。高齢者の福祉目的のために管理運営されており、利用できるのは地元住民と用務者に限られている。
- 小林家住宅に通じる2種類のモノレール。右側のモノラックタイプが福祉モノレール（千足線）
- 福祉モノレール中組線の乗降場（藤倉小学校跡）
左側ホームの空いた部分はかつての猿江線跡
- 藤倉乗降場で待機する中組線のモノラック車両。
奥の建物は旧藤倉小学校
- 福祉モノレール日向平線の乗降場（藤倉地区）

#### 小林家住宅観光モノレール
小林家住宅観光モノレールは、同住宅修復資材運搬のため新たに国の経費で敷設され、修復完了後は檜原村に移管された上で観光客用途に設備が変更された。見学の場合は「小林家住宅観光モノレール」を予約の上で一般者として利用することができる。途中の角度は最大斜度43度に達する。かつては8人乗りのモノレールだったが、自重により故障が頻発したため現在は6名乗りに変更されている。
このモノレール目当てで訪れる観光客もおり、2時間待ちの行列が出来ることもあった。地すべりの恐れがあるため2016年4月から運行を中止していたが、2017年4月7日に再開された。

### 文化・教育

#### 学校教育
- 村立小中学校
  - （檜原学園）檜原小学校[37]
  - （檜原学園）檜原中学校[38]

村内に幼稚園はない（保育園はある。ひのはら保育園）。また高等学校、大学はないため、生徒・学生は村外の学校へ通学するか下宿する。1980年代まで、東京都内の市町村では唯一、小中学校の冬休みが若干長かった（1週間長くおおむね21日間）。しかし、その分夏休みは短かった。
2011年度（平成23年度）より、小中学校は一貫教育校として通称「檜原学園檜原小（中）学校」となったが、正式名称には「檜原学園」の呼称は付さない。また、小中学校の校舎は従来通りである。

#### 社会教育
- 村立図書館[40]
  - 移動図書館「やまぶき号」
- 村立郷土資料館[41]
- 小林家住宅[42]（重要文化財建造物）　見学者は予約の上でモノレールを利用可能。[33]

なお、本村は、文化放送の番組・タイムテーブルでも取り上げられている（文化放送 GREEN WORKS）。

### 郷土芸能
本宿地区の「御とう神事（おとうしんじ）」、小沢地区及び笹野地区の「式三番（しきさんば）」、柏木野地区の「神代神楽（じんだいかぐら）」、人里地区の獅子舞などが、東京都無形民俗文化財に指定されている。その他、村内各地に獅子舞、囃子などの伝統芸能が伝承されている。

### ライフライン
上水道
村内の北秋川、南秋川の最上流を水源とする村営水道がある。ただし一部の山間地などは供用区域外とされ、水道は昔ながらの沢水が利用されている。多摩地域では多くの自治体が東京都水道局に事業を委託しており、近年、檜原村でも水道事業を東京都に委託する方向で検討中である。
この他、村内の各地域によっては、地元住民による水道組合が管理する地域水道があり、現在は主に雑用水として使用されている。
下水道
2006年より下元郷地区から順次供用を開始し、現在、村内世帯の半分以上に達しているが、下水道のない地域では主に合併浄化槽が使用されている。なお下水道料金の算定にあたっては、上記、水道組合のある地域では地域水道の使用量も加味されている。下水処理としては、東京都下水道局の流域下水道に接続している。
電気
全村にわたって東京電力が供給している。
ガス
都市ガスは無く、プロパンガスのみである。村内外のガス業者によって供給されている。
ゴミ、し尿処理
ゴミ処理および、し尿処理は一部事務組合西秋川衛生組合において、あきる野市、日の出町、奥多摩町と共同で実施している。

## 交通

### 鉄道
村内に鉄道路線は通っていない。鉄道を利用する場合の最寄り駅は、あきる野市の東日本旅客鉄道（JR東日本）五日市線武蔵五日市駅。

### バス
西東京バス（五日市営業所）により、武蔵五日市駅から本宿役場前を経由して数馬・藤倉方面へ向かう路線バスが運行されている。また、都民の森への急行バス及び連絡バスも運行されている。
隣接するあきる野市以外の八王子市、奥多摩町、山梨県上野原市、神奈川県相模原市などへのバス路線はない。

### 道路
村内には高速道路および国道は通っていない。
村へアクセスするルートとしては、中央道八王子インターチェンジおよび圏央道あきる野インターチェンジから国道411号滝山街道経由、圏央道日の出インターチェンジから都道7号五日市街道経由、都道33号檜原街道経由の3本がある。また数馬地区など、南秋川へは中央道上野原インターチェンジから甲武トンネル経由が近い。
- 主要地方道
  - 都道33号上野原あきる野線（檜原街道、甲武トンネル）
- 一般都道
  - 東京都道205号水根本宿線
  - 東京都道206号川野上川乗線（檜原街道・奥多摩周遊道路）

村内の道路は山際を走っていることから土砂災害による被災リスクが高く、迂回路も少ない。そのため、都道33号の代替路線として秋川南岸道路、南北両谷を結ぶ檜原村南北横断道路の建設計画があり、村として早期整備を要望しているが、建設には至っていない。
本村は、隣接する奥多摩町とともにNOx,PM法の対策地域外であるため、一部の悪質な業者によっていわゆる「車庫飛ばし」が横行していた。村であることから車庫証明が必要ないため、たとえ車庫がなくとも実印と書類だけで登録できてしまう点を突かれたものである。2006年4月21日付の読売新聞記事では、警視庁交通捜査課が車庫飛ばしを行った運送業者8名を逮捕し、113台のダンプカーの不正登録を確認したことが報じられている。

## 放送・通信

### テレビ放送
檜原村の居住地区においては、東京スカイツリー・八王子市等からの直接波は受信できないため、村内の各地域単位で「テレビ共同受信施設組合」が設置されている。各地域で見晴らしの良い場所に共同アンテナを設け、各家庭等に向けてケーブルテレビ（CATV）網が敷かれている（現在、独自の放送などは行われていない）。すべての地域テレビ組合において地上デジタル放送（一部ではBSデジタル放送も）を再送信している（デジアナ変換は実施していなかった）。そのため、視聴には地上（BS）デジタル放送に対応するテレビまたはチューナーなどが必要である。
一例として、2008年（平成20年）11月より、人里テレビ組合では、CATVパススルー方式により、地デジが視聴可能になっている（藤倉地区・湯久保地区など、テレビ組合が設置されていない地域での地上デジタル放送は、地デジ難視対策衛星放送によって受信する対策が採られていたが、終了後はケーブルテレビ網で受信している）。

### インターネット
- 固定回線においては、全村でNTT光ファイバー(フレッツ光)による高速ネット環境が利用できる。
- 公衆無線LANサービスについては、下記の地点において無料で利用できる。[46]
  - 東京都檜原都民の森(駐車場)
  - 東京都檜原都民の森(森林館)
  - 檜原村役場
  - やすらぎの里(ふれあい館1階)
  - 檜原村郷土資料館
  - 檜原村立図書館

### 固定電話
NTT市外局番は042で、立川MAである。村内の電話交換所は檜原局（598-0xxx、1xxx、2xxx、3xxx）人里局（598-6xxx）の2カ所である。

### 携帯電話
多くの携帯電話基地局が設置されているので、街道沿いでの集落における通信状態は良好だが、谷底や山中では電波状態に注意が必要。

### 郵便番号
- 郵便番号は以下の通り。
  - あきる野郵便局（あきる野市）：190-02xx

## 観光

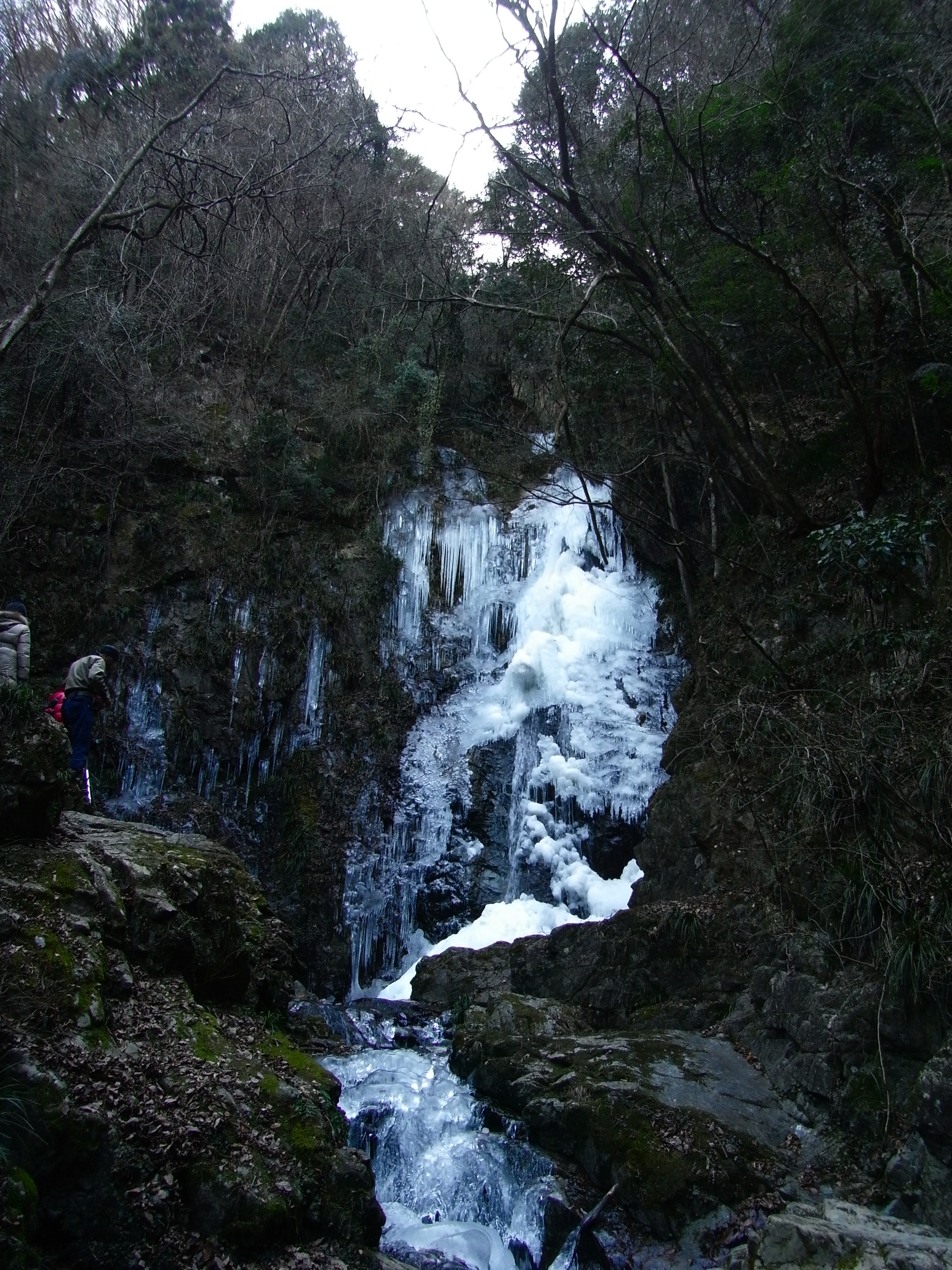
氷結した払沢の滝

南秋川北岸より北側、村内の約60%の地域が秩父多摩甲斐国立公園の指定地域に含まれている。
豊富な自然環境を利用したハイキングコース、渓谷での釣りやバーベキューなど手軽な川遊びなどが盛んである。キャンプ場、民宿等が多数あるほか、奥多摩周遊道路は首都圏近郊のドライブコースとしても知られている。
文化・教育の項にある通り、伝統的な郷土芸能が各地域で盛んである。ほとんどの祭事等は例年9月前後に集中している。
- 関東ふれあいの道（首都圏自然歩道）の都内ルートのなかで、以下の3コースが、村内において整備されている。
  - 富士見のみち：陣場高原下 - 生藤山 - 上川乗
  - 歴史のみち：上川乗 - 浅間嶺 - 北秋川橋
  - 鍾乳洞と滝のみち：北秋川橋 - 大岳鍾乳洞 - 養沢
- 檜原城址 - 築城年代は不明だが、天正18年（1590年）豊臣秀吉が八王子城を攻めたとき、その支城の役割を担っていたために落城したとされる。東京都指定史跡。
- 北秋川渓谷
  - 払沢の滝（拂沢の滝） - 以前はほぼ毎冬季毎に完全氷結していたが、最近は完全氷結する年が減っている。村では氷結の日付を当てるクイズを行っていて、完全氷結しない年は最大氷結日が正解となる。
  - 神戸岩（かのといわ） - 東京都の天然記念物に指定されている高さ約100m、幅約140mの岩壁の間を、ハシゴ・クサリに掴まって歩く事ができる。
  - 大岳山 (東京都)
- 南秋川渓谷
  - 数馬地区 - 南朝や武田氏の落人の里として知られる。数馬の湯、蛇の湯温泉がある。
  - 都民の森 - 園内には落差35mの三頭大滝がある。
  - 三頭山
- 特産物・名産品など
  - ゆずワイン
  - じゃがいも焼酎
  - ひのはらコンニャク
  - ひのはら豆腐
- 檜原村観光協会（上元郷）

## 出身人物

### 出身著名人
- 坂本一角 - 衆議院議員。
- 山崎市郎平 - 大日本帝国海軍航空隊一等飛行兵曹で、第二次世界大戦の撃墜王の一人[48]。
- 清水多栄 - 生化学者、岡山大学学長[49]。
- 森屋隆 - 参議院議員
- 桧原さとし ⁻ 作曲家。日本レコード大賞作曲賞受賞。
- 清水洋文 - 東京消防庁消防総監[50]。

### ゆかりの人物
- 玉袋筋太郎 - 観光親善大使

## 檜原村を舞台とする作品

### 映画
- 『岸辺の旅』[51]

### ドキュメンタリー
- 新日本風土記「東京 檜原村」（2021年3月26日、NHK-BS）[52]